# 2000년 칸 영화제
제53회 칸 영화제는 2000년 5월 10일부터 5월 21일까지 개최되었다. 라스 폰 트리에 감독의 덴마크 영화 《어둠 속의 댄서》가 황금종려상을 수상하였다.

## 심사위원

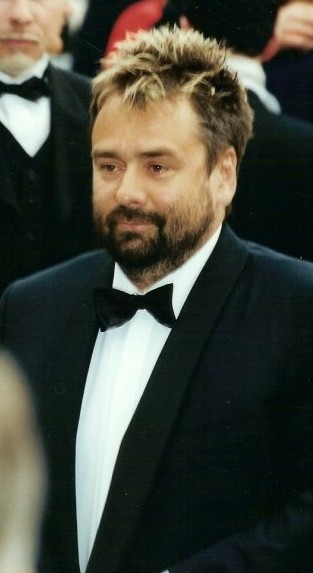
심사위원장 뤼크 베송

- 뤼크 베송, 심사위원장 (프랑스)
- 조너선 데미 (미국)
- 니콜 가르시아 (프랑스)
- 제러미 아이언스 (영국)
- 마리오 마르토네 (이탈리아)
- 파트리크 모디아노 (프랑스)
- 아룬다티 로이 (인도)
- 아이타나 산체즈기요 (이탈리아)
- 크리스틴 스콧 토머스 (영국)
- 바르바라 수코바 (독일)

## 초청작

### 경쟁 부문
- 《빵과 장미》 켄 로치
- 《춘향뎐》 임권택
- 《미지의 코드》 미하엘 하네케
- 《어둠 속의 댄서》 라스 폰 트리에
- 《에스테르 칸》 아르노 데스플레샹
- 《터뷸런스》 루이 게라
- 《패스트 푸드 패스트 우먼》 아모스 콜렉
- 《고하토》 오시마 나기사
- 《귀신이 온다》 장원
- 《당신의 영원한 친구 해리》 도미니크 몰
- 《화양연화》 왕자웨이
- 《키푸르》 아모스 기타이
- 《애정의 운명》 올리비에 아사야스
- 《너스 베티》 닐 라부트
- 《오! 형제여 어디에 있는가?》 조엘 코언
- 《결혼》 파벨 룽긴
- 《2층에서 들려오는 노래》 로이 안데르손
- 《칠판》 사미라 마흐말마프
- 《러브 템테이션》 제임스 아이보리
- 《더 야드》 제임스 그레이
- 《트로로사》 리브 울만
- 《하나 그리고 둘》 에드워드 양
- 《유레카》 아오야마 신지

## 수상

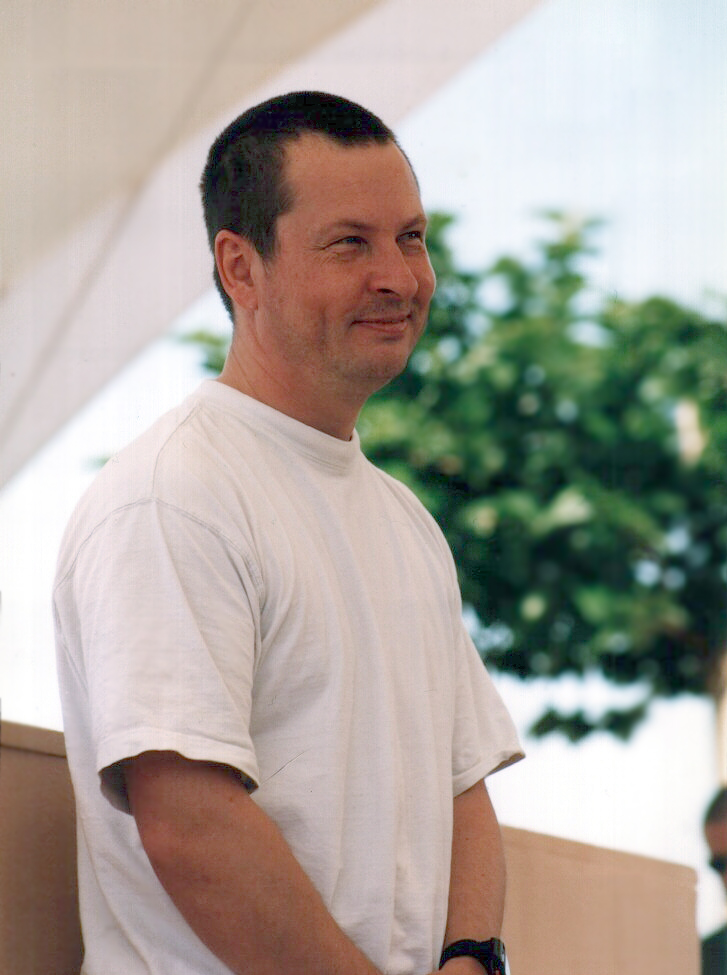
황금종려상을 수상한 라스 폰 트리에 감독

- 황금종려상: 《어둠 속의 댄서》 라스 폰 트리에
- 그랑프리: 《귀신이 온다》 장원
- 심사위원상
  - 《2층에서 들려오는 노래》 로이 안데르손
  - 《칠판》 사미라 마흐말마프
- 남자배우상: 양조위 《화양연화》
- 여자배우상: 비요크 《어둠 속의 댄서》
- 감독상: 에드워드 양 《하나 그리고 둘》